# Teodora da Valáquia
Teodora (em búlgaro:  Теодора) da Valáquia era filha de Bassarabe I da Valáquia (r. 1310-1352) e Margareta. Ela foi também a primeira esposa de João Alexandre da Bulgária, com quem teve quatro filhos: Miguel Asen, João Esracimir, João Asen e Vasilisa.
Em 1345, João Alexandre se divorciou e mandou-a para um mosteiro, onde ela se tornou freira com o nome religioso de "Teofana".